# ノーマン・W・ウォーカー
ノーマン・W・ウォーカー（英語：Norman W. Walker、1886年1月4日 - 1985年6月6日）は、イギリスのビジネスマンで、野菜ジュースによる栄養・健康の分野における先駆者であった。ウォーカーは、生野菜や果物のジュースを飲むことで、健康を維持回復できると主唱した。彼の設計に基づいてノーウォーク式液圧ジューサーが開発された。このジューサーは現在でも製造販売されている。ウォーカーは、保健や栄養に関する書籍を複数執筆した。
ウォーカーは1937年から1978年までの間に少なくとも6冊の著書を刊行した。彼は生鮮食品やジュースの摂取、ベジタリアン運動の先駆者であり、今日製造されるジューサーを発明した。
複数の公的な情報源や、アメリカ合衆国社会保険死亡登録簿および墓碑銘はすべて、彼が99歳まで生きたことを示している。こうした証拠にもかかわらず、アメリカ合衆国で出版される書籍の中にはウォーカーが110歳以上の長寿だったと記すものがある。

## 生涯
ウォーカーは、1886年1月4日にイタリアのジェノヴァで、スコットランド出身のバプティスト派牧師であるロバート・ウォーカーとリンダ・モー・ウォーカーの間に生まれた。夫妻は成人した子供を6人もうけ、ウォーカーはその2人目だった。青年時代に、フランスの地方にある農家で弱った体を回復した際に、野菜ジュースの効能を発見した。台所で女性がニンジンの皮をむくのを見て、皮の裏側にある水分に気づく。ウォーカーは皮を挽くことを決め、初めてニンジンジュースを作った。
ウォーカーは1910年に、アメリカ合衆国に住む両親や兄弟の後を追う形で、客船ルシタニアに乗ってイングランドを離れ、10月にニューヨークに到着して、さまざまな職（入国審査官には「画家」と答えていた）に就いた。ウォーカーは公式の連邦国勢調査には名前を見いだせないが、ニューヨーク州による1915年と1925年の暫定州勢調査には妻のマーガレットとともに記載されている。その中では出身地を「イタリア」、職業はそれぞれ「管理人」「不動産業」としている。
ノーマン・W・ウォーカーは1913年6月11日に、ニューヨーク市でニューヨーク出身のマーガレット・ブルース・オルコットと結婚した（ニューヨーク州のオンライン結婚インデックスによると、結婚証明書No.13485）。マーガレット・ウォーカーは1970年11月に死去（ニューヨーク・タイムズの死亡記事と社会保険死亡登録簿による）した。ノーマンとマーガレットがいつどこで離婚したかは不明であるが、1943年1月18日の夕刊紙リノ（ネバダ州）にはサンフランシスコのノーマン・ウォーカーとカーソンシティのヘレン・ルース・ケルビーの結婚許可証が報じられている。ウォーカーはいずれの結婚でも子供をもうけた形跡はない。
1918年11月22日に、ウォーカーは合衆国市民権をニューヨーク州裁判所で取得した。
1933年5月6日にニューヨーク・タイムズは「昨日、一般管轄裁判所でアレン判事は、N.ウォーカー（47歳）に対して3年以内の期間を定めない懲役刑を申し渡した」と報じた。これは1932年以来、同紙のこの事件に関する5つ目の記事だった。原因となった罪は、ウォーカーがニューヨーク市にあるブロートン真栄養学研究所の常務としてニューヨーク・タイムズへの広告掲載に関与したことで、伝えられるところでは6週間の研修ののちにその学校での就職を約束していた。しかし、授業料150ドルの返済も就職もおこなわれなかった。裁判で証言した保護観察官によると、30人の卒業生は合計4,500ドル（消費者物価指数換算で2015年時点の80,000ドル相当）を失った。ウォーカーが実際にどの程度服役したかは現時点では不明である。
後にウォーカーはカリフォルニア州ロングビーチに転居した。医師とともにジュースバーを開き、宅配も提供した。1930年までに特異性のある病状に対応した何十ものジュースの調製法を考案した。ウォーカーは、新鮮なジュースによる大腸の浄化が健康の鍵だと信じていた。ウォーカーは自らジューサー「ノーウォーク」を設計した。これはゆっくりと野菜を砕くグラインダーとジュースを抽出するプレス機の二つの部位からなる。サンフランシスコ保健所がウォーカーのような非殺菌野菜ジュースを禁止したときに、カリフォルニア州アナハイムでジューサーの製造を始めた。第二次世界大戦中の金属不足下でも、ウォーカーは工場の操業を続けた。
1940年代後半に、ウォーカーはユタ州セントジョージに転居した。そこで、ジュース工場にとって理想的な環境となる古い綿工場を見つける。しかし、再び地元の保健所規則により妨げられた。ウォーカーはビジネスパートナーに工場の出資分を売却し、自身の健康雑誌"The New Health Movement Review"を創刊した。数年間、アリゾナ州で健康牧場を運営した。結局、執筆に専念するため牧場は手放した。
ウォーカーは死ぬまで、新鮮な生のジュースによる生鮮食ダイエットを守った。「アリゾナ州ヤヴァパイ郡コットンウッドの自宅で眠っている間に安らかに死去するその日まで、身体的にも精神的にも健康で活発だった」という主張がなされたが、そのような主張の「公的な」裏付け（たとえばアリゾナ州の死亡診断書）はこれまでに見つかっていない。

## 著書
- Raw Vegetable Juices: What's Missing in Your Body? （1936年）
  - 1978年にFresh Vegetable and Fruit Juices: What's Missing in Your Body?のタイトルで再刊された。
- Diet & Salad Suggestions, for use in connection with vegetable and fruit juices （1940年。増補改訂版は1947年）
  - 1971年に The Vegetarian Guide to Diet and Saladのタイトルで新訂版が刊行された。
- Become Younger （1949年）
- Are You Slipping? （1961年）
- The Natural Way to Vibrant Health （1972年）
- Water Can Undermine Your Health （1974年）
- Back to the Land ... for Self Preservation: a freedom, life-style, and nutritional commentary （1977年）
- Colon Health: the Key to a Vibrant Life （1979年）
- Pure & Simple Natural Weight Control （1981年）
- Wall charts: Endocrine Chart –  Foot Relaxation Chart –  Colon Therapy Chart

### 日本語訳
- 『生野菜汁療法』（樫尾太郎訳）実業之日本社、1961年
  - 『生野菜汁療法 毎日の一杯が難病をなおす』（樫尾太郎訳）実業之日本社<実日新書>、1976年
- 『自然の恵み健康法 野菜とフルーツの自然食』（弓場隆訳）春秋社、1998年
- 『酸素を摂れば、元気な身体がよみがえる』（船瀬俊介・酒井美保子監修）徳間書店<100歳まで長生きレシピ>、2011年
- 『大腸をきれいにすれば、病気にならない』（船瀬俊介監修、山田美明訳）徳間書店<100歳まで長生きレシピ>、2011年
- 『飲み水にこだわれば、健康に生きられる』（船瀬俊介監修）徳間書店<100歳まで長生きレシピ>、2011年
- 『食事を正しくすれば、老化は防げる』（船瀬俊介監修）徳間書店<100歳まで長生きレシピ>、2011年